# Stensjön (Nykils socken, Östergötland)
Stensjön är en sjö i Linköpings kommun i Östergötland. Sjön har en area på 0,127 kvadratkilometer och ligger 166 meter över havet. Stensjön ingår i delavrinningsområdet Inloppet i Bjärsen.
Vid Stensjöns södra strand ligger kulturreservatet Öna.